# Culicoides catharinae
Culicoides catharinae är en tvåvingeart som beskrevs av Kremer 1991. Culicoides catharinae ingår i släktet Culicoides och familjen svidknott.
Artens utbredningsområde är Egypten. Inga underarter finns listade i Catalogue of Life.